# وینچیگوئرا
وینچیگوئرا (نام علمی: Vinciguerria) نام یک سرده از تیره فروغ‌ماهیان است.